# Donald Richie
Pour les articles homonymes, voir Richie.
Donald Richie, né le 17 avril 1924 à Lima (Ohio) et mort le 19 février 2013 à Tokyo, est un écrivain américain et critique de cinéma et littéraire, spécialiste de la culture japonaise et particulièrement du cinéma japonais. Il est considéré comme un des tout premiers occidentaux à avoir introduit et commenté le cinéma japonais auprès des publics occidentaux, à partir des années 50.

## Biographie
Pendant la Seconde Guerre mondiale il sert à bord de plusieurs Liberty Ships, en tant que commissaire du bord et officier médical.
En 1947, il arrive pour la première fois au Japon avec l'armée d'occupation américaine. Il est d'abord dactylographe, puis rédacteur civil pour le Pacific Stars and Stripes. C'est à Tōkyō qu'il devient fasciné par la culture japonaise, à commencer par le cinéma. Il devient alors critique de cinéma pour le Stars and Stripes. Après son retour aux États-Unis, il effectue ses études à l'université Columbia, et reçoit un diplôme de licence (bachelor's degree) en anglais. Il retourne alors au Japon, et devient critique de cinéma et critique littéraire pour le Japan Times. Ouvertement bisexuel,, il émigre au Japon au moins en partie car ce pays est à l'époque moins homophobe que les États-Unis. Il passe alors l'essentiel de sa vie au Japon. 
En 1959, il publie son premier livre strictement consacré au cinéma japonais, The Japanese Film: Art and Industry, coécrit avec Joseph Anderson. Il y décrit la distinction qu'il fait entre les écoles « représentationnelle » et « présentationnelle » du cinéma. 
Donald Richie écrivit deux analyses sur deux des plus grands cinéastes japonais, Yasujirō Ozu et Akira Kurosawa. Dans la préface du livre de Donald Richie A Hundred Years of Japanese Film, le réalisateur américain Paul Schrader écrivit: Tout ce que nous savons en occident sur le cinéma japonais, et la façon dont nous le savons, nous le devons probablement à Donald Richie. 
Par ailleurs, Donald Richie écrivit les sous-titres anglais pour les films d’Akira Kurosawa Throne of Blood (1957), Red Beard (1965), Kagemusha (1980) et Dreams (1990), et enregistra les commentaires audio pour des collections de DVD consacrées au cinéma japonais classique, notamment de films de Yasujirō Ozu, Mikio Naruse et Akira Kurosawa.
Entre 1969 et 1972, Donald Richie fut conservateur du département cinématographique du Museum of Modern Art de New York. En 1988, il devint le premier réalisateur invité au festival du film de Telluride (Colorado, États-Unis). 
Il fut lauréat du prix de la Fondation du Japon en 1995.
Donald Richie écrivit de nombreux livres et articles sur la culture, les arts, les villes et paysages japonais. Parmi ses œuvres les plus connues figurent The Inland Sea, un récit de certains de ses voyages le long de la Mer intérieure de Seto et sur ses iles, ainsi que Public People, Private People, consacré à diverses personnalités de la vie japonaise, et des essais sur le Japon et les japonais, comme A Lateral View et Partial View. 
Donald Richie écrivit également, ou préfaça, plusieurs guides et articles sur le Japon et certaines de ses principales villes, en particulier Tokyo où il vécut pendant une soixantaine d'années (cf., entre autres, “Tokyo: A View of the City”). 
Une collection de ses principales œuvres a été publiée sous le titre de The Donald Richie Reader, ainsi qu’un recueil d’extraits de son journal personnel, The Japan Journals : 1947-2004.
Bien que Donald Richie parlait couramment le japonais, il ne maitrisait pas bien sa lecture et son écriture. Cependant, il fit partie des meilleurs "passeurs" entre les cultures japonaises et occidentales contemporaines. Ainsi, l’écrivain américain Tom Wolfe a pu décrire Donald Richie comme le « Lafcadio Hearn de notre époque, un interprète subtil, stylé et extrêmement lucide entre deux cultures qui se troublent réciproquement : la japonaise et l’américaine »
En 1991, les cinéastes Lucille Carra et Brian Cotnoir ont produit une version cinématographique de son livre The Inland Sea, narrée par Donald Richie . Produit par TravelFilm Company, ce film a obtenu plusieurs récompenses, dont celle du meilleur documentaire au Hawaii International Film Festival ainsi que le EarthWatch Film Award. Il fut projeté au festival du cinéma indépendant de Sundance Film Festival (Utah, États-Unis) en 1992 et peut toujours être vu en vidéo sur internet (The Inland Sea Narrated by Donald Richie).
Donald Richie est décédé à Tokyo le 19 février 2013. Selon ses vœux, ses cendres devaient être dispersées sur les eaux de la Mer intérieure de Seto.

## Publications
- Essays in Contemporary American Literature, Drama and Cinema (in Japanese). Hayakawa Shobo. 1950.
- With Watanabe Miyoko. Six Kabuki Plays (paperback). Hokuseido Press; 1953;  (ISBN 1-299-15754-8)
- This Scorching Earth. Charles E. Tuttle. 1956.
- Eight American Authors. Kenkyusha. 1956.
- Where Are the Victors? Tuttle Publishing. 1956.  (ISBN 978-0804815123).
- With Joseph L. Anderson. The Japanese Film: Art and Industry (paperback). Princeton University Press; 1959, revised 1983;  (ISBN 0-691-00792-6)
- Japanese Movies. Japan Travel Bureau, 1961
- The Films of Akira Kurosawa. University of California Press, 1965. 3rd edition, expanded and updated, 1998.  (ISBN 978-0-520-22037-9)
- The Japanese Movie. An Illustrated History (hardcover). Kodansha Ltd; 1965;  (ISBN 1-141-45003-8)
- The masters’ book of Ikebana: background and principles of Japanese flower arrangement, edited by Donald Richie & Meredith Weatherby; with lessons by the masters of Japan’s three foremost schools: (hardcover). Bijutsu Shuppansha. 1966.
- Erotic Gods Phallicism in Japan (slipcase). Shufushinsha; 1966;  (ISBN 1-141-44743-6)
- Companions of the Holiday (hardcover). Weatherhill; 1968;  (ISBN 1-299-58310-5)
- George Stevens: An American Romantic. New York, The Museum of Modern Art, 1970.
- Ozu: His Life and Films (paperback). University of California Press. 1977.  (ISBN 978-0-520-03277-4). Traduction en français par Pierre Maillard : Ozu, Lettre du blanc, 1980
- With Ian Buruma (photos) (1980). The Japanese Tattoo (hardcover). Weatherhill.
- Zen Inklings: Some Stories, Fables, Parables, and Sermons (Buddhism & Eastern Philosophy) (Paperback) with prints by the author. Weatherhill, 1982. Without prints: 1982.  (ISBN 9780834802308)
- A Taste Of Japan (hardcover). 1985. Kodansha Intl. Ltd.
- Different People: Pictures of Some Japanese (hardcover). Kodansha Inc; 1987;  (ISBN 0-87011-820-X)
- Focus on Rashomon (hardcover). Rutgers University Press; 1987;  (ISBN 0-13-752980-5)
- Introducing Tokyo (hardcover). Kodansha Inc; 1987;  (ISBN 0-87011-806-4)
- Introducing Japan (hardcover). Kodansha International; 1987;  (ISBN 0-87011-833-1)
- Japanese Cinema: Film Style and National Character (paperback). Oxford University Press; 1990;  (ISBN 0-19-584950-7)
- Japanese Cinema: An Introduction (hardcover). Oxford University Press; 1990;  (ISBN 0-19-584950-7)
- A Lateral View: Essays on Culture and Style in Contemporary Japan (paperback). Stone Bridge Press. 1992.  (ISBN 978-0-9628137-4-0).
- The Inland Sea (paperback). Kodansha International; 1993;  (ISBN 4-7700-1751-0)
- The Honorable Visitors. Charles E Tuttle; 1994;  (ISBN 0-8048-1941-6)
- The Temples of Kyoto (hardback). Tuttle Publishing; 1995;  (ISBN 0-8048-2032-5)
- Partial Views: Essays on Contemporary Japan (paperback). Japan Times; 1995;  (ISBN 4-7890-0801-0)
- Tokyo (paperback). Reaktion Books. 1999.  (ISBN 978-1-86189-034-4).
- Memoirs of the Warrior Kumagai: A Historical Novel (hardcover). Tuttle Publishing; 1999;  (ISBN 0-8048-2126-7)
- Tokyo: A View of the City (paperback). Reaktion Books; 1999;  (ISBN 1-86189-034-6)
- The Donald Richie Reader: 50 Years of Writing on Japan (paperback). Stone Bridge Press. 2001.  (ISBN 978-1-880656-61-7).
- The Inland Sea (paperback). Stone Bridge Press. 2002.  (ISBN 978-1-880656-69-3). and Stone Bridge Press; 2010;  (ISBN 1-880656-69-8)
- With Roy Garner. The Image Factory: Fads and Fashions in Japan (paperback). Reaktion Books; 2003;  (ISBN 1-86189-153-9)
- Japanese Literature Reviewed (hardcover). ICG Muse; 2003;  (ISBN 4-925080-78-4)
- A View from the Chuo Line and Other Stories (paperback), Printed Matter Press, 2004,  (ISBN 4900178276)
- The Japan Journals: 19472004 (paperback, Ed. Leza Lowitz). Stone Bridge Press. 2005.  (ISBN 978-1-880656-97-6).
- Paul Schrader (Introduction) (2005). A Hundred Years of Japanese Film: A Concise History, with a Selective Guide to DVDs and Videos. Kodansha International.  (ISBN 978-4-7700-2995-9). (paperback)
- Tokyo Nights (paperback). Printed Matter Press; 2005;  (ISBN 1-933606-00-2)
- Japanese Portraits: Pictures of Different People (Tuttle Classics of Japanese Literature) (paperback). Tuttle Publishing. 2006.  (ISBN 978-0-8048-3772-9).
- A Tractate on Japanese Aesthetics (paperback). Stone Bridge Press. 2007.  (ISBN 978-1-933330-23-5).
- Stephen Mansfield (Introduction) (2007). Travels in the East (paperback). Stone Bridge Press.  (ISBN 978-1-933330-61-7).
- Botandoro: Stories, Fables, Parables and Allegories: A Miscellany (paperback), Printed Matter Press; 2008;  (ISBN 978-1-933606-16-3)

## Films et livres sur Donald Richie
- Sneaking In. Donald Richie's Life in Film. Directed by Brigitte Prinzgau-Podgorschek, Navigator Film Produktion/Peter Stockhaus Filmproduktion, GmbH, Vienna, 2002
- Silva, Arturo, ed. (2001). The Donald Richie Reader. Berkeley: Stone Bridge Press.  (ISBN 978-1-880656-61-7) (cloth)
- Klaus Volkmer and Olaf Möller.Ricercar fuer Donald Richie. Taschenbuch (1997)
- Yoshida, Yukihiko, Jane Barlow and Witaly Osins, ballet teachers who worked in postwar Japan, and their students, Pan-Asian Journal of Sports & Physical Education, Vol.3(Sep), 2012.

## Filmographie

### Comme acteur
- 1989 : Rikyu (利休?) de Hiroshi Teshigahara :  prêtre (Gaspar Coelho)

### Comme réalisateur
- 1970 : Five Filosophical Fables (moyen-métrage)